# No. 6
No.6 (på pärmbilden #6) är Patrik Isakssons sjätte album. 

## Låtlista
1. "Mitt Stockholm"
2. "Han liknar mig"
3. "Du var den som jag saknat
4. "Säg mig"
5. "Mirakel
6. "Septemberljus
7. "Pojken med en lysande framtid"
8. "Ett betongbarn har hittat hem
9. "Farväl döda stad"
10. "Sanningsspegeln"
11. "Min historia
12. "Åh fina

## Listplaceringar
| Lista (2011) | Topplacering |
| ------------ | ------------ |
| Sverige      | 28           |

### Fotnoter
1. ↑  ”No. 6”. Hitparad. 25 februari 2011. Arkiverad från originalet den 20 mars 2014. https://web.archive.org/web/20140320045231/http://hitparad.se/showitem.asp?interpret=Patrik+Isaksson&titel=6&cat=a. Läst 5 augusti 2012.